# Hololepidella nigropunctata
Hololepidella nigropunctata är en ringmaskart som först beskrevs av Horst 1915.  Hololepidella nigropunctata ingår i släktet Hololepidella och familjen Polynoidae. Inga underarter finns listade i Catalogue of Life.